# 圣日耳曼勒沙特莱
圣日耳曼勒沙特莱（法語：Saint-Germain-le-Châtelet，法語發音：[sɛ̃ ʒɛʁmɛ̃ lə ʃatlɛ]）是法国勃艮第-弗朗什-孔泰大区贝尔福地区省的一个市镇，属于贝尔福区。

## 地理
圣日耳曼勒沙特莱（47°41'46"N, 6°57'31"E）面积3.36 平方千米，位于法国勃艮第-弗朗什-孔泰大區贝尔福地区省，该省份为法国东北部内陆省份，东临上莱茵省，北起孚日省，西接上索恩省，南与杜省和瑞士接壤。
与圣日耳曼勒沙特莱接壤的市镇（或旧市镇、城区）包括：罗马尼苏鲁日蒙、昂若、昂茹泰、伯通维利耶、布尔苏沙特莱、弗隆、拉格朗日、默农库尔。

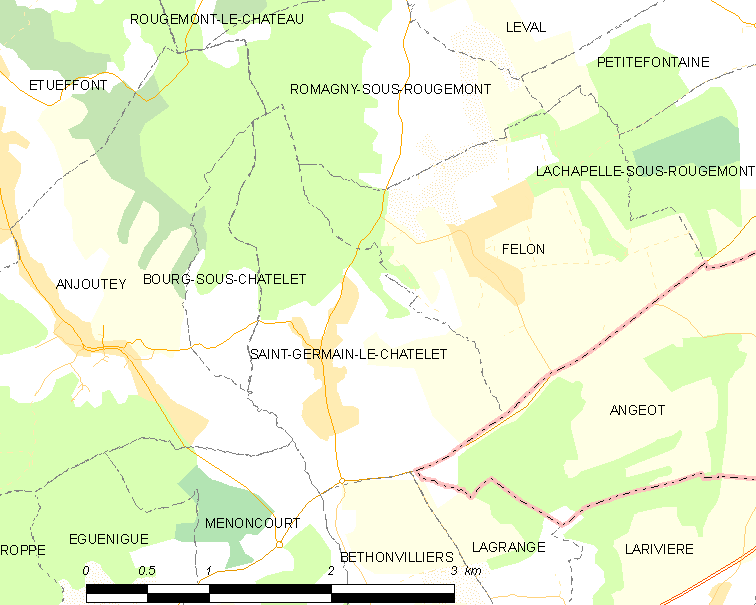
圣日耳曼勒沙特莱的OSM定位图

圣日耳曼勒沙特莱的时区为UTC+01:00、UTC+02:00（夏令时）。

## 行政
圣日耳曼勒沙特莱的邮政编码为90110，INSEE市镇编码为90091。

## 政治
圣日耳曼勒沙特莱所属的省级选区为日罗马尼县。

## 人口

1962-2008年间圣日耳曼勒沙特莱人口变化图示

圣日耳曼勒沙特莱于2022年1月1日时的人口数量为664人。